# Torcal de Antequera
El Torcal de Antequera es un paraje natural de 1171 ha (11,7 km²) situado en el término municipal de Antequera, en la provincia de Málaga (Andalucía, España). Es conocido por las caprichosas formas que los diversos agentes erosivos han ido modelando en sus rocas calizas, constituyendo un destacado ejemplo de paisaje kárstico. 
En el año 1929 se reconoció al área como el primer "Espacio Natural Protegido Andaluz" de interés Nacional. En 1978 fue declarado "Parque de la reserva Natural" y "Paraje Natural" en 1989. En 2014 fue declarado Zona especial de conservación (ZEC). La sierra goza también de la declaración de Zona de especial protección para las aves (ZEPA), emitida por la Consejería de Medio Ambiente y Ordenación del Territorio de la Junta de Andalucía.
En 2013 el Torcal de Antequera fue elegido como segundo finalista de El Mejor Rincón 2013 de Guía Repsol. Además, El Torcal está propuesto como «Lugar de interés geológico español de relevancia internacional» (Global Geosite) por el Instituto Geológico y Minero de España por su interés geomorfológico, con la denominación «SK002: El Torcal de Antequera», dentro del contexto geológico «Los sistemas kársticos en carbonatos y evaporitas de la Península Ibérica y Baleares».
En el año 2016 fue declarado Patrimonio Mundial por la UNESCO como parte del bien cultural en serie denominado Sitio de los dólmenes de Antequera, ya que el tholos de El Romeral está orientado hacia su cima.

## Orígenes
Sus orígenes se remontan a la Era Secundaria o Mesozoica, más concretamente al período Jurásico. Por aquel entonces la zona constituía un alargado pasillo marítimo que comunicaba, desde el golfo de Cádiz hasta Alicante, los primitivos océano Atlántico y mar Mediterráneo. Durante la Orogenia Alpina, en la Era Terciaria o Cenozoica, se produjo el levantamiento de los sedimentos calizos depositados en el fondo de este brazo oceánico, dando lugar a sierras, cuyas cumbres adoptaron, con frecuencia, forma de «champiñón». El Torcal forma parte del arco calizo de las Sierras Subbéticas.

## Características geológicas

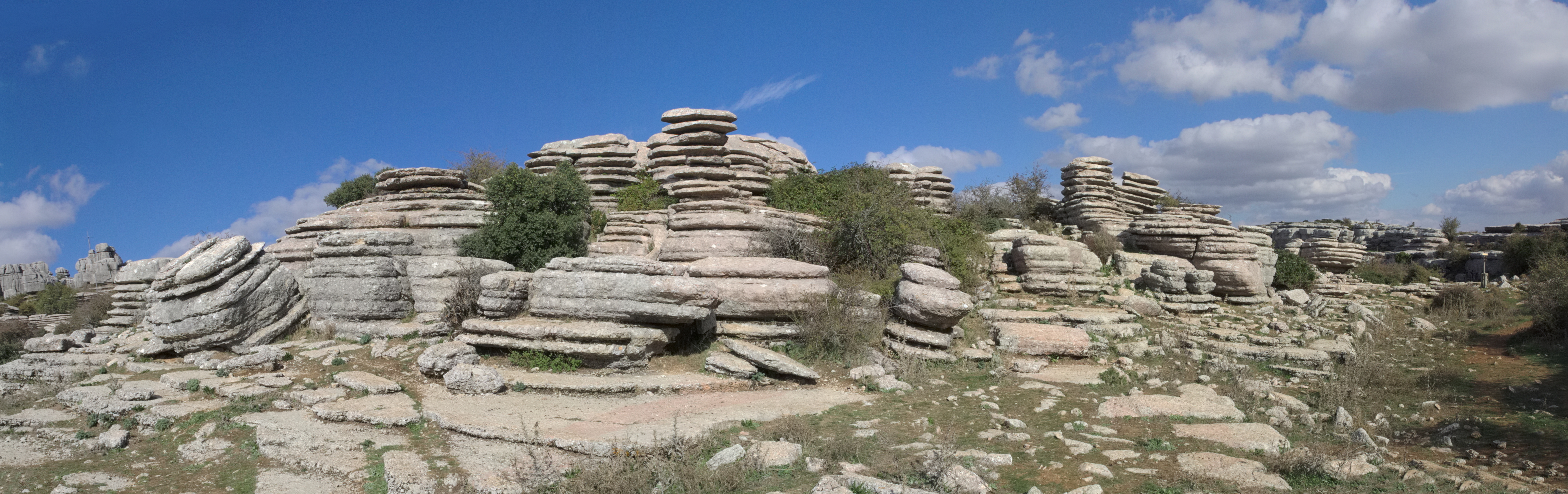
El Tornillo en el Torcal

El Torcal está constituido por rocas calizas de tres tipos: oolíticas, brechoides y clásticas. Todas ellas tuvieron su origen en el fondo marino durante el periodo Jurásico, hace entre 201 y 145 millones de años. Los sedimentos acumulados en el fondo del mar se agregaban mediante la acción cementadora de las sales y precipitados de la disolución marina. Luego estos sedimentos fueron levantados a más de 1000 metros sobre el nivel del mar por fuerzas tectónicas. Más tarde, una serie de fracturas generaron grietas (diaclasas) y sistemas de fallas que se entrecortan en ángulo recto (orientación NW-SE y NE-SW); la erosión y hundimiento de dichas grietas ha producido lo que llamamos hoy día callejones o "corredores". A partir de este momento el conjunto queda sometido a un proceso de erosión característico, el modelado cárstico. 
La gelifracción, o fractura de la roca por la acción de cuña que supone el agua que absorbe la roca y se hiela por la acción del frío, junto con la disolución diferencial de las distintas calizas por el efecto ácido del CO2 atmosférico presente en el agua de lluvia, han modelado multitud de formas en las rocas. Esta cuña de hielo ha esculpido singularidades rocosas, generando una completa colección de piezas naturales a las que se les pueden atribuir semejanzas con formas de la vida cotidiana: el «tornillo» (simbolizado en el logotipo del paraje), el «sombrerillo», el «adelantado», el «ataúd», los «prismáticos», el «cáliz», el «dado», etc. Además, la disolución de las rocas a nivel superficial da lugar a lo que se conoce como lenar o lapiaz, terrenos rocosos donde es difícil el tránsito a pie.

## Formas subterráneas
Como todos los macizos calizos, el Torcal de Antequera, presenta una enorme riqueza en simas, cuevas y otras formas subterráneas de las cuales se han explorado hasta la fecha algo más de un centenar. Abundan las simas de carácter vertical que alcanzan hasta un máximo de 225 metros de profundidad (Sima de la Unión). Son además populares la Sima Azul (-115 metros), Sima de la Mujer (-90), la de Navazo Verde, sima Rasca, del Carnero. Otras de carácter horizontal son de gran importancia histórica como la Cueva de El Toro y la de Marinaleda que albergan importantes yacimientos prehistóricos. La Cueva de El Toro conserva evidencias estratigráficas de ocupación como hábitat desde los orígenes del Neolítico, hasta una Edad del Cobre avanzada. En la de Marinaleda, en cambio, parece más bien que se empleó como enterramiento secundario. El origen de todas estas cavidades se relaciona igualmente con procesos kásrticos de disolución y ensanche de las calizas, tanto aéreas como subterráneas, por la acción del agua de lluvia.

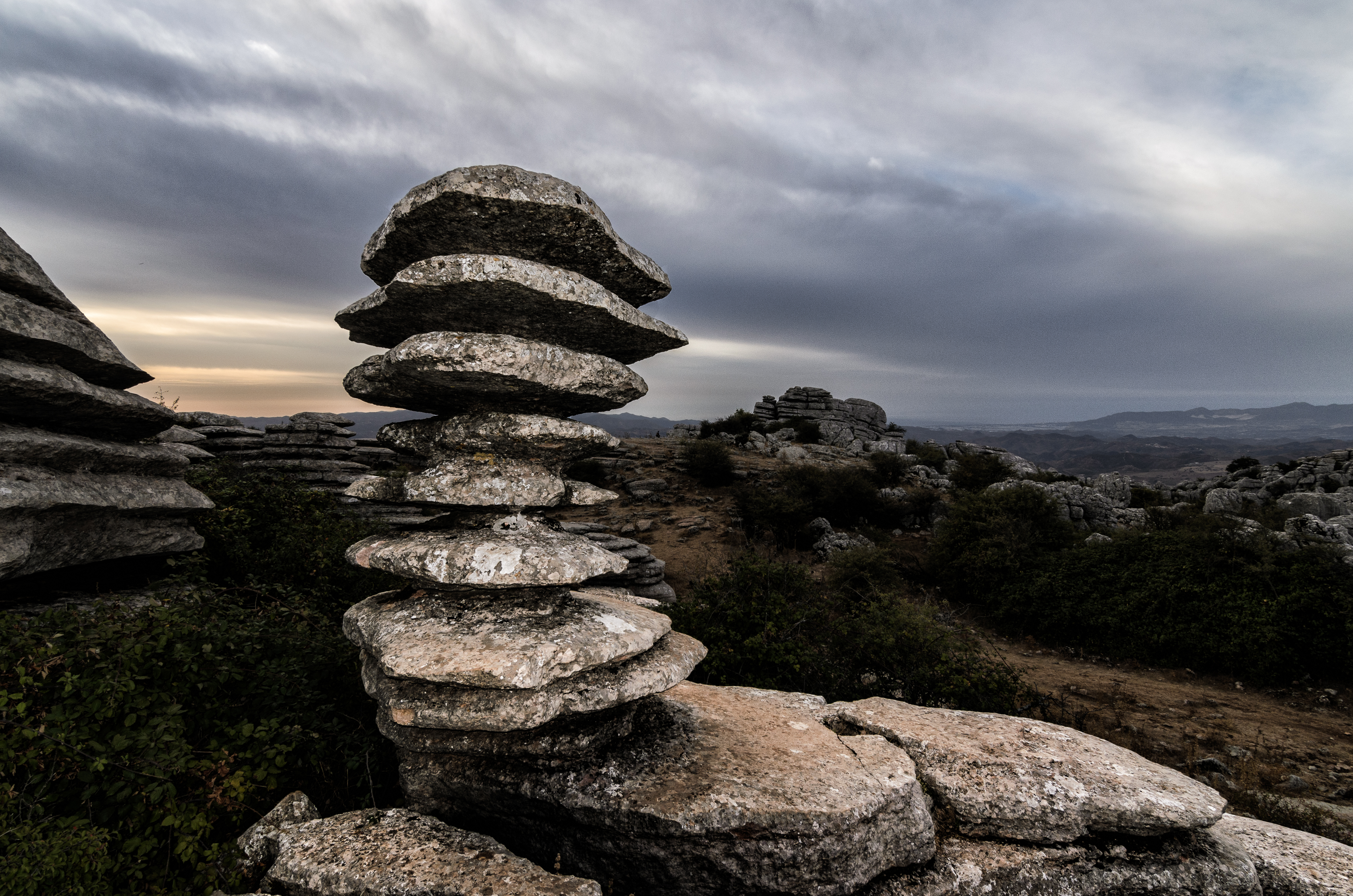
El «tornillo» del Torcal
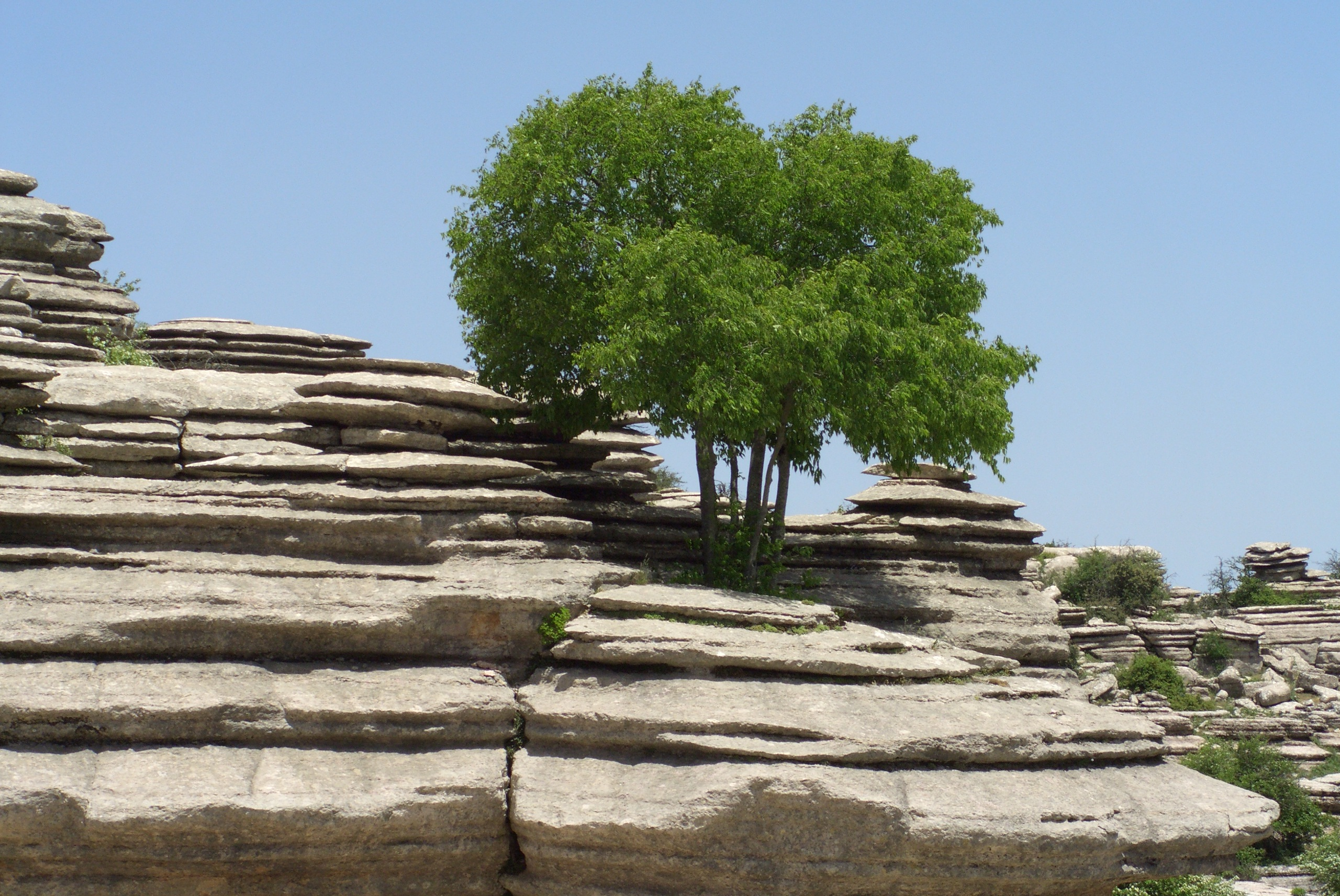
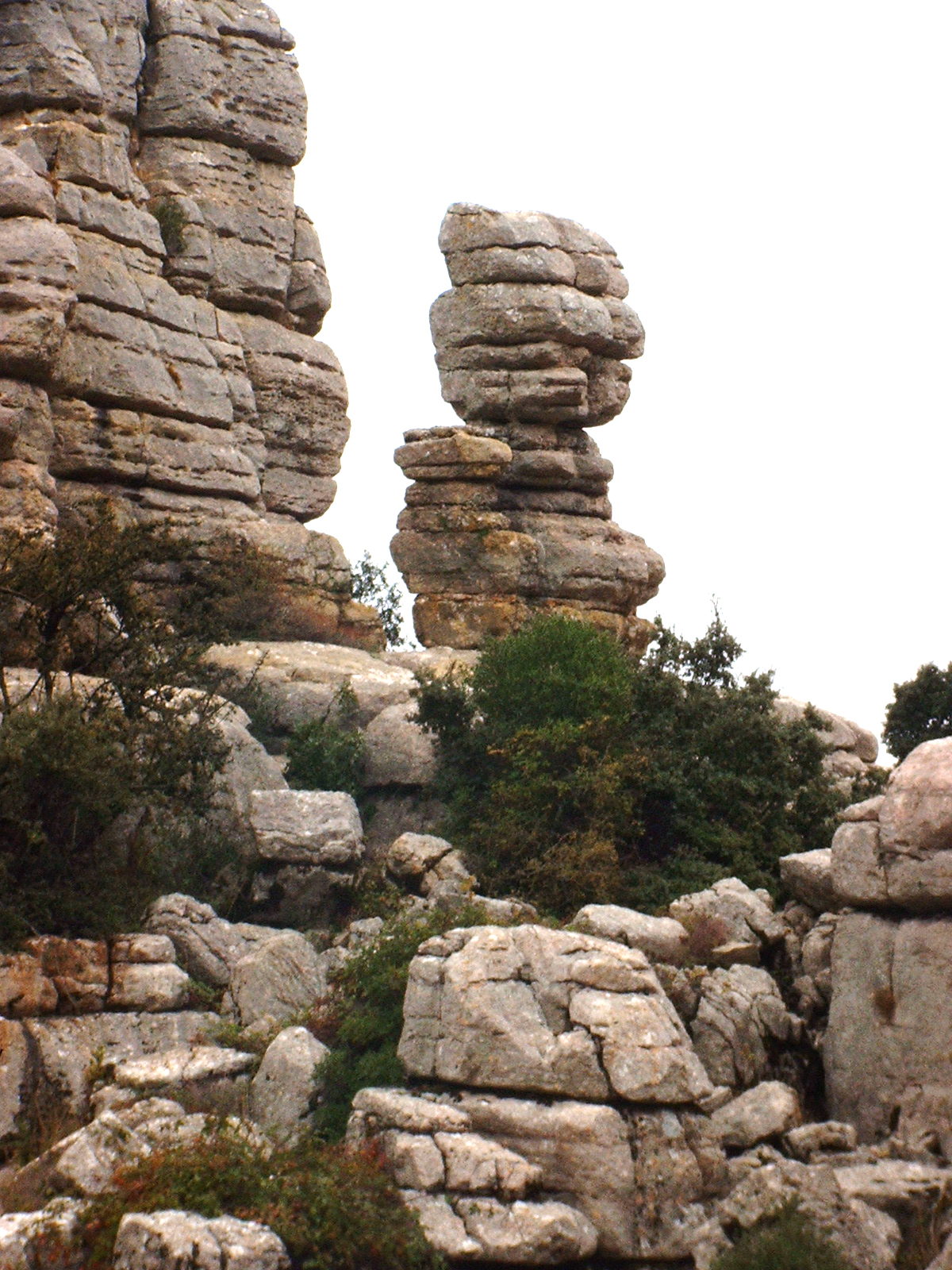
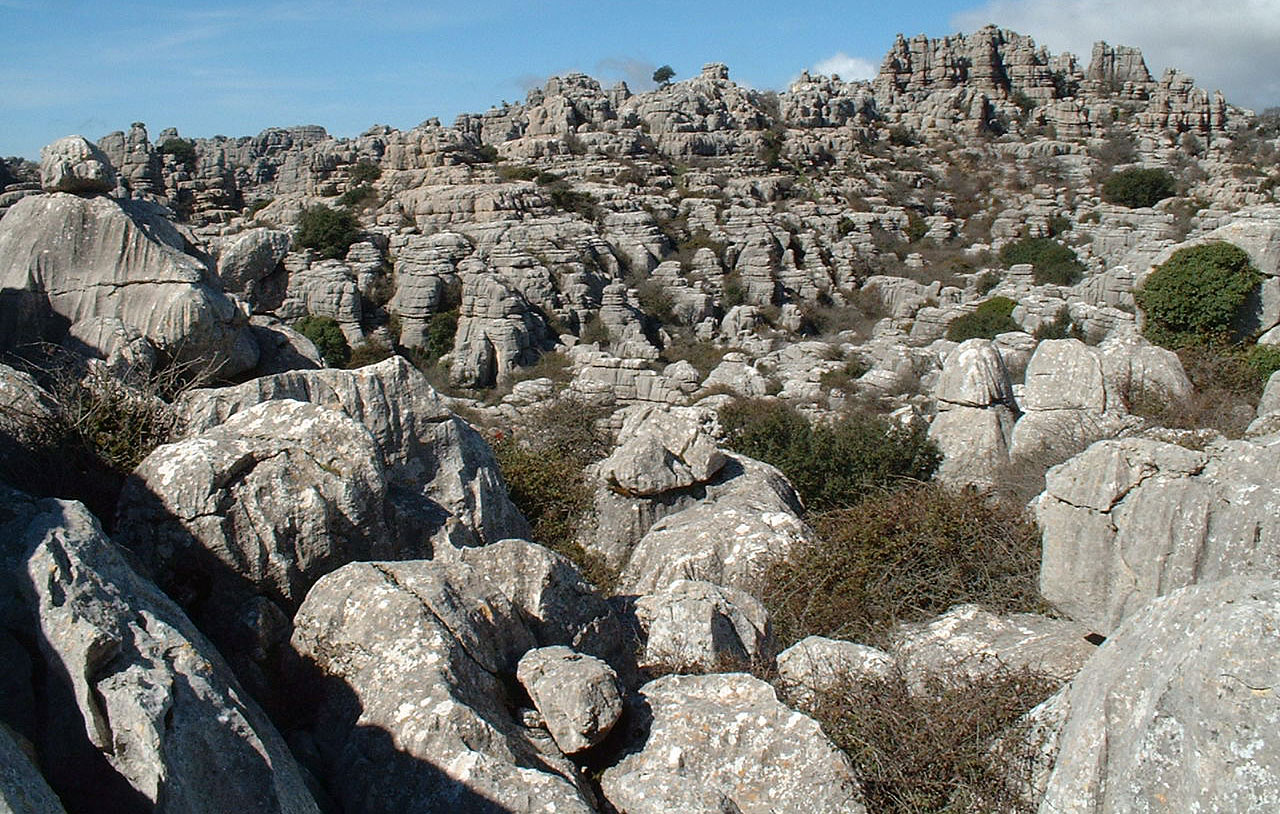
Formas cársticas
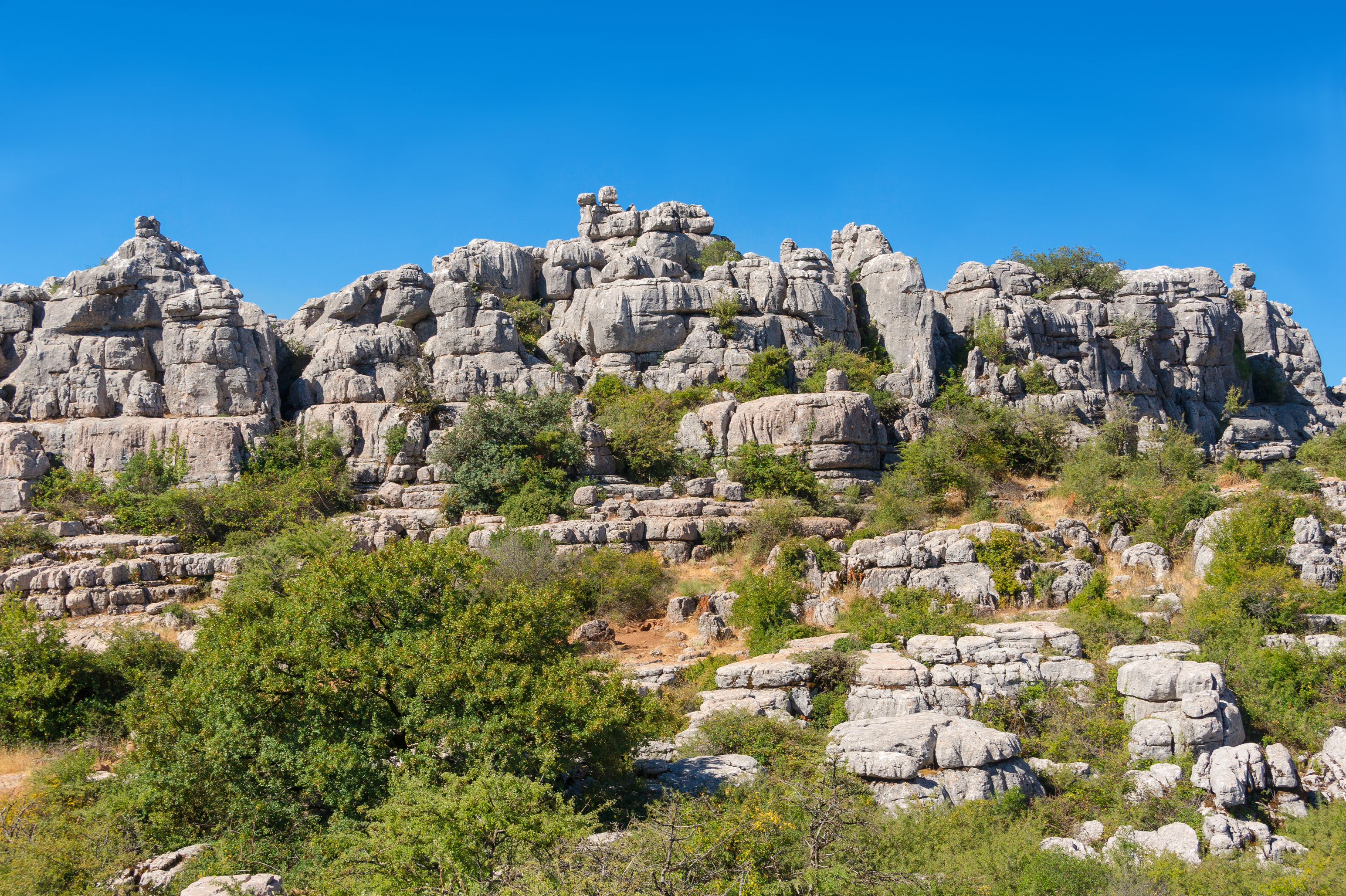

## Flora y fauna

### Flora
Las formaciones vegetales originales del paraje natural Torcal de Antequera han sufrido, en mayor o menor medida, el efecto de diversas actividades humanas como el carboneo, el pastoreo, o la tala para la obtención de leñas. Como resultado, la vegetación climácica presenta cierta degradación, a lo que contribuyen las condiciones limitantes del sustrato. En cualquier caso, la riqueza y diversidad florística son notables y constituyen uno de los principales valores del paraje natural, con numerosas especies raras o endémicas, destacando la presencia de Atropa baetica. 
En el paraje predominan los estratos arbustivo y subarbustivo, condicionados por la mínima potencia del suelo desarrollado sobre las calizas y dolomías del macizo. Buena parte de la superficie está cubierta con espinares, zarzales y otras plantas de la orla forestal (saúco, peonías, rosales silvestres). En zonas puntuales donde el sustrato es favorable aparece la vegetación potencial de la serie de los encinares béticos subhúmedos y basófilos en que se enmarca el espacio; la encina (Quercus rotundifolia) está acompañada por serbales (Sorbus aria), arces (Acer monspessulanum), y quejigos (Quercus faginea), junto a cerezos caninos (Prunus mahaleb). Los árboles no suelen alcanzar gran talla, pudiendo presentar un porte arbustivo.
Entre los espinares y zarzales se intercalan los pastizales y cardizales que crecen en las dolinas (depresiones características de los relieves kársticos) o «encerraderos». Estas depresiones albergan especies de valor ganadero como Poa bulbosa, Trifolium subterraneum o Ranunculus bulbosus, junto a otras más raras como Dianthus anticarius o Nepeta amethystina. En el Torcal Alto, con un interés botánico notable, aparecen comunidades rupícolas adaptadas a las fisuras y grietas de las rocas y los relieves kársticos, con numerosos endemismos entre los que cabe citar Saxifraga biternata, Linaria anticaria, Viola demetria o Scrophularia viciosoi, entre otras.

### Fauna

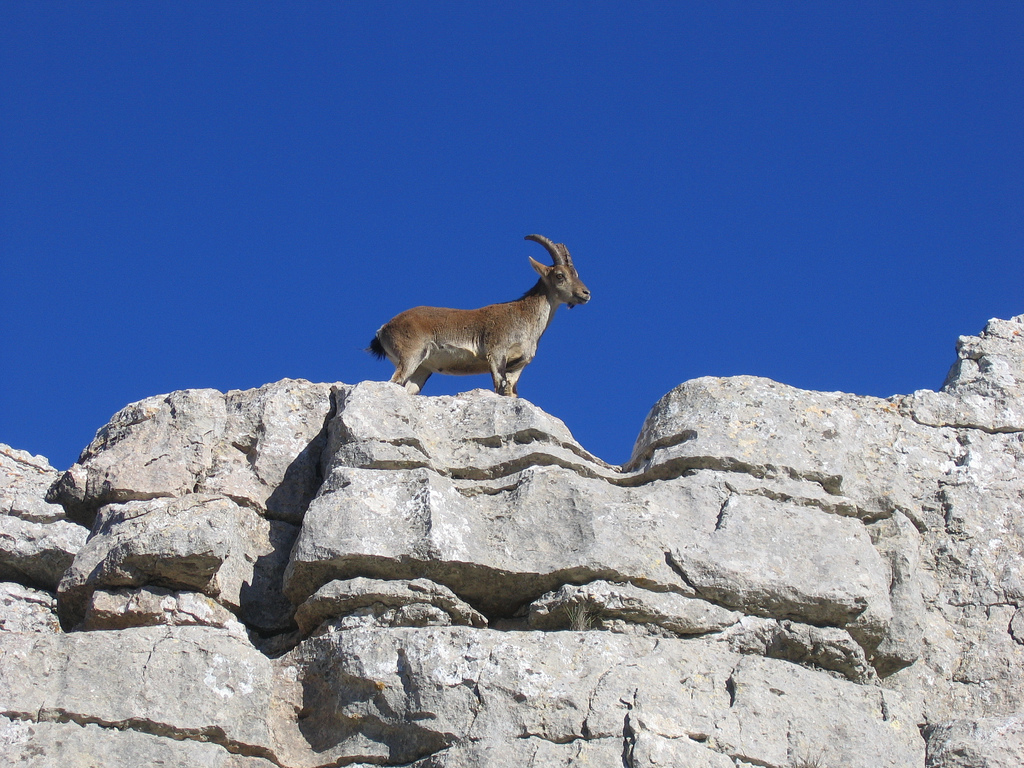
Cabra montés

De la riqueza faunística que alberga el Torcal es especialmente notable su avifauna, pues constituye un área de campeo y nidificación de grandes rapaces, mereciendo mención el buitre leonado (Gyps fulvus). También están presentes el águila real (Aquila chrysaetos) y el águila perdicera (Hieraaetus fasciatus). Otras especies de rapaces, como el halcón peregrino (Falco peregrinus), el aguililla calzada (Hieraaetus pennatus) o el búho real (Bubo bubo) también anidan o campean en este espacio. Finalmente, al margen de las rapaces, se pueden citar otras especies de interés: entre ellas, la chova piquirroja (Pyrrhocorax pyrrhocorax), la collalba negra (Oenanthe leucura) y el vencejo real (Apus melba), que anidan en los cortados y rocas, y el roquero rojo (Monticola saxatilis), reproductor en las zonas altas del Torcal.
Del resto de vertebrados, los mamíferos son quizá el grupo más notable. La cabra montés (Capra pyrenaica) tiene una población particularmente numerosa en el Torcal. En las zonas de matorral y bosque aclarado campean pequeños carnívoros: el zorro (Vulpes vulpes), el meloncillo (Herpestes ichneumon), y algunos mustélidos como el tejón (Meles meles) y la comadreja (Mustela nivalis). Entre sus presas se cuentan otros mamíferos, como el topillo (Microtus duodecimcostatus), cuyos pequeños montículos de tierra removida son relativamente frecuentes en las dolinas del Torcal, o el conejo (Oryctolagus cuniculus). En las grutas y simas del Torcal se refugian colonias de quirópteros, destacando la presencia del murciélago grande de herradura (Rhinolophus ferrumequinum) y el orejudo meridional (Plecotus austriacus).

## Centro de visitantes y rutas
A El Torcal se puede acceder en vehículo desde Antequera por la carretera A-343 y posteriormente por la A-7075. 
El acceso se encuentra en el km 42 de esa carretera A-7075. El Centro de Visitantes Torcal Alto, cuenta con un área interpretativa, observatorio astronómico, aseos, tienda y restaurante, con dos aparcamientos, uno a la entrada del Paraje Natural y otro junto al Centro de Visitantes.
Del mismo modo, el Paraje Natural cuenta con 3 senderos de uso público:
- Ruta Naranja o de acceso - Recorrido de 3,5 km en los dos aparcamientos, el inferior y el superior, permitiendo al visitante acceder a pie al Paraje Natural.
- Ruta Amarilla - Con inicio y fin en el Centro de Visitantes, recorre 3 km por el Torcal Alto, con tramos panorámicos y otros estrechos, húmedos y ricos en vegetación.
- Ruta Verde - En realidad se trata de un atajo de la ruta amarilla, siendo su recorrido total de 1,5 km. Perfecto para recorrer con niños y tener una primera impresión del Paraje Natural.

El Centro de Visitantes organiza actividades, rutas y visitas fuera de los senderos de uso público.

## Rodajes
Los paisajes del Torcal aparecieron en diversos capítulos de la serie Warrior Nun, estrenada en 2020 en Netflix.